# 電子的迷宮/THX 1138 4EB
『電子的迷宮/THX 1138 4EB』（でんしてきめいきゅう/THX 1138 4EB）は、ジョージ・ルーカスが南カリフォルニア大学（USC School of Cinema-Television、後にUSC School of Cinematic Artsに改称）在学時に監督・脚本を務めて制作し、1967年に発表した短編映画。

## 概要
未来のディストピアを描いた作品で、機械化された迷宮から逃走を図る1138の姿を追う。ロサンゼルス国際空港の地下通路・駐車場でロケーション撮影が行われた。1967年度全米学生映画祭グランプリなどを受賞。フランシス・フォード・コッポラの資金提供によって本作のリメイク『THX 1138』が制作され1971年に劇場公開されたが興行的には失敗に終わった。
日本では長らく劇場未公開だったが『スター・ウォーズ』リバイバル上映の際に併映され、2004年9月にワーナー・ホーム・ビデオから発売された2枚組DVD『THX-1138 ディレクターズカット特別版』に収録されている。

## キャスト
- Dan Natchsheim：1138
- Joy Carmichael：7117
- David Munson：2222
- Marvin Bennett：0480
- Ralph Stell：9021